# Kalîta
Kalîta (în ucraineană Калита) este o așezare de tip urban din raionul Brovarî, regiunea Kiev, Ucraina. În afara localității principale, mai cuprinde și satul Opanasiv.

## Demografie
Componența lingvistică a așezării de tip urban Kalîta
     Ucraineană (93,44%)
     Rusă (5,94%)
     Alte limbi (0,28%)
Conform recensământului din 2001, majoritatea populației așezării de tip urban Kalîta era vorbitoare de ucraineană (93,44%), existând în minoritate și vorbitori de rusă (5,94%).